# Shoja Khalilzadeh
Shoja Khalilzadeh (persisch شجاع خلیل‌زاده; * 14. Mai 1989 in Bahnemir) ist ein iranischer Fußballspieler.

## Karriere

### Klub
Zur Spielzeit 2008/09 wechselte er zum Mes Rafsanjan FC und anschließend zur Saison 2010/11 weiter zu Mes Kerman. Mit dem Saisonwechsel 2013/14 unterschrieb er schließlich beim Sepahan FC. Nach dem Meisterschaftsgewinn verliehen diese ihn im November 2014 bis zum Ende der Runde 2015/16 dann an Tractor Sazi, nach seiner Rückkehr zu seinem Stammklub blieb er noch bis zur Spielzeit 2016/17 Teil des Kaders. Danach wechselte er ablösefrei zum FC Persepolis. Hier gewann er noch zwei Mal die Meisterschaft, drei Mal den Supercup sowie einmal den Pokal.
Im Oktober verließ er sein Heimatland schließlich und unterschrieb in Katar beim al-Rayyan SC. Seit der Saison 2022/23 spielt er für den al-Ahli SC.

### Nationalmannschaft
Sein Länderspieldebüt für die A-Nationalmannschaft gab er bei einem 1:1-Freundschaftsspiel gegen Botswana. Bis zu seinem nächsten Einsatz dauerte es aber bis Frühjahr 2012, wo er dann wieder in ein paar Freundschaftsspielen eingesetzt wurde. Sein erstes Turnier war dann auch die Westasienmeisterschaft 2012. Danach sammelte er aber nur noch einen Länderspieleinsatz im darauffolgenden Mai 2013.
Es sollte über sieben weitere Jahre dauern, bis er im Oktober 2020 wieder einmal einen Einsatz bekam, wieder in einem Freundschaftsspiel. Im folgenden Jahr wurde er zum Stammspieler während der Qualifikation für die Weltmeisterschaft 2022 und sammelte so eine große Anzahl an Einsätzen.